# Anton Schneeberger
Anton Schneeberger (* 1530 in Zürich; † 1581 in Krakau)  war ein Schweizer Mediziner und Botaniker. Er war ein Schüler von Conrad Gessner und wirkte in Polen.

## Leben
Schneeberger stammte aus einer Zürcher Patrizierfamilie und war Schüler von Johannes Fries und Conrad Gessner in Zürich. Er studierte Medizin in Basel und ab 1553 in Krakau. 1557 ging er über Zürich und Genf zum Studium nach Montpellier (1557) und Paris, wo er 1558 in Medizin promoviert wurde. 1559 kehrte er nach Krakau zurück, wo er seinen medizinischen Doktor anerkennen liess. Er lehnte ein Angebot ab, Hofarzt des Fürsten Radziwiłł in Wilno zu werden und setzte sein Studium in Königsberg fort. In Krakau heiratete er 1561 die Tochter Katharine des verstorbenen königlichen Leibarztes und Humanisten Johann Antonin (1499 bis um 1549). Als Mitgift brachte seine Frau ein Haus in Krakau in die Ehe. Nach ihrem Tod heiratete er 1569 die Tochter Anna des Apothekers und Ratsherrn in Krakau Nikolaus Alantsee. Schneeberger war anfangs in Krakau noch Calvinist mit regen Kontakten zu anderen Calvinisten in der Stadt, trat aber später zum katholischen Glauben über. Er liegt in der Marienbasilika in Krakau begraben.
Zu seinen Freunden in Krakau gehörten die Humanisten Johann Gregor Macer und Stanislaw Grzebski (1524–1570), der Arzt Martin Foks (Foxius) und der Geistliche und Kopernikus-Anhänger Silvester Roguski.
Sein Sohn Anton Schneeberger war ebenfalls Arzt in Krakau. Er studierte in Padua, starb aber relativ jung.

## Werk
Schneeberger veröffentlichte einige medizinische Arbeiten, zunächst ein Buch über Medikamente gegen die Pest und später ein Buch über Hygiene bei Soldaten (ähnliche Werke erschienen erst in Europa im 18. Jahrhundert). Darin empfahl er unter anderem, Füsse mit Papier zu umwickeln um Frostbeulen zu verhindern. Teilweise vertritt er in seinen Werken aber noch aus heutiger Sicht abergläubische Vorstellungen (z. B. meinte er ein Amethyst auf dem Bauch würde die Wirkung von Wein abschwächen). In einer Schrift über die Gicht rät er zu mässigem Essen und Trinken als Vorbeugung und meint, die Krankheit würde durch Überfluss und Müssiggang hervorgerufen. Als Therapie empfiehlt er die schmerzenden Gliedmassen in den Bauch eines frisch geschlachteten Pferdes zu tun. Er hatte eine umfangreiche medizinische Bibliothek, deren Bücher nach dem Tod des Sohnes verkauft wurden.
Von ihm stammt die erste wissenschaftliche Arbeit über Botanik in Polen (1557). Es handelte sich um einen Pflanzen-Katalog in lateinischer und polnischer Sprache nach dem Vorbild eines ähnlichen Katalogs von Gesner. Neben Namen von 432 Pflanzen (162 aus dem Ausland, der Rest polnische Wildpflanzen) und deren Beschreibung sind auch botanische Fachausdrücke in Latein und Polnisch angegeben. Er stellte die Liste als Student in Krakau zusammen mit Hilfe polnischer Freunde, aber auch einer alten Landfrau. Das Buch hatte keine Abbildungen. Populär waren in Polen damals allerdings andere Werke wie der Gesundheits-Garten (Hortus sanitatis, mehrere Auflagen ab 1534), der noch mittelalterliche Vorstellungen widerspiegelte. Von vergleichbarem wissenschaftlichen Niveau wie das Werk von Schneeberger war erst der Herbarz Polski von Marcin (Martin) von Urzedow von 1595, das viele Abbildungen hatte. Es stammte aus den 1540er oder 1550er Jahren, Urzedow (der 1573 starb) kannte aber anscheinend das Werk von Schneeberger nicht. Ein weiteres bedeutendes botanisches Werk ist der Zielnik (Herbarium) von Szymon Syrenius (Syrenski) von 1613.

## Schriften
- Catalogus stirpium quarundam latine et polonice conscriptus, 1557
- Catalogus medicamentorum simplicium sive evporiston pestilentiae ueneno aduersantium. Gesner, Zürich 1561 Digitalisat Bayerische Staatsbibliothek
- De multiplici salis usu libellus
- De bona militum valetudine conservanda liber. Lazarus Andrea, Krakau 1564 Digitalisat Bayerische Staatsbibliothek
- Medicamentorum facile parabilium adversus omnis generis articulorum dolores enumeratio. Andreas Wechel, Frankfurt 1580 Digitalisat Bayerische Staatsbibliothek